# Antonio Muñoz Molina
Antonio Muñoz Molina (Úbeda, Jaén, 10 de gener de 1956) és un escriptor espanyol, acadèmic de nombre de la Reial Acadèmia Espanyola (1996) —on ocupa la butaca u— i honorari de l'Academia de Buenas Letras de Granada. El 2013 va ser guardonat amb el Premi Príncep d'Astúries de les Lletres.

## Biografia
Va estudiar a les Escoles Professionals de la Sagrada Família (SAFA) durant la infància, i després batxillerat en el col·legi salesià Santo Domingo Savio i a l'institut San Juan de la Cruz d'Úbeda. Va seguir història de l'art a la Universitat de Granada i periodisme en la de Madrid. En els anys vuitanta es va establir a Granada, on va treballar com a funcionari i va col·laborar com a columnista al diari Ideal; el seu primer llibre és una recopilació d'aquests articles i apareix el 1984 amb el títol El Robinson urbano.
La seva primera novel·la, Beatus ille, va aparèixer el 1986, encara que es va gestar durant alguns anys. Hi figura la ciutat imaginària de Mágina, trassumpte d'Úbeda que reapareixerà en altres obres seves. Explica la història de Minaya, un jove que torna a Mágina per realitzar una tesi doctoral sobre el poeta Jacinto Solana, mort en la Guerra Civil, però l'apassionant vida del qual el portarà a una sèrie d'indagacions que donaran com a resultat un final magistral.

Muñoz Molina recorda el paper que va exercir la recopilació dels seus articles en la publicació de la seva primera novel·la i, en general, en la definició de la seva carrera d'escriptor: 
| « | Pere Gimferrer, editor de Seix Barral, va anar a Granada, un amic li va donar el meu llibre, Gimferrer el va llegir i el va trucar per dir-li que l'hi havia agradat. Va ser un impacte enorme, perquè jo estava habituat al fet que ningú em fes cas. Quan li vaig enviar la novel·la que estava escrivint i em va dir que la volia editar, va ser l'alegria de la meva vida. I li dono moltes voltes a què hauria passat si jo no hagués publicat aquell primer llibre, si Gimferrer no hagués anat a Granada. És una lliçó d'humilitat, perquè hi ha molta gent amb molt de talent que no arriba a res, o arriba a molt menys. | » |

El 1987 guanya el Premi de la Crítica i el Premi Nacional de narrativa de les Lletres Espanyoles per El invierno en Lisboa i el 1991 el Planeta per El jinete polaco, novel·la per la qual torna a obtenir el Nacional de Narrativa a l'any següent. El 2007 és investit Doctor Honoris causa per la Universitat de Jaén com a reconeixement a tota la seva obra.
Altres obres destacades són El invierno en Lisboa (1987), Beltenebros (1989) una novel·la d'amor, intriga i baixos fons al Madrid de la postguerra amb implicacions polítiques (Pilar Miró la portaria al cinema dos anys després amb el mateix nom); Los misterios de Madrid (1992) —publicada inicialment com a serial a capítols al diari El País, el títol fa referència al fulletó del segle xix Els misteris de París, d'Eugène Sue—; El dueño del secreto (1994); Plenilunio (1997), Ventanas de Manhattan (2004) o El viento de la luna (2006). En 2009 publicà La noche de los tiempos, un monumental treball que recrea l'enfonsament de la Segona República Espanyola i l'inici de Guerra Civil espanyola a través de les peripècies d'un arquitecte anomenat Ignacio Abel.
És un autor preocupat per la seva pròpia història personal i la de tota la col·lectivitat. En les obres intenta salvar o fins i tot justificar aquell qui ha patit la derrota. Actualment és membre de número de la Reial Acadèmia de la Llengua Espanyola (RAE). Va ser escollit el 8 de juny de 1995 i va prendre possessió del càrrec el 16 de juny de 1996 llegint el discurs d'ingrés Destierro y destiempo de Max Aub. Està casat amb la també escriptora Elvira Lindo, la creadora del famós Manolito Gafotas, i viu entre Madrid i Nova York, on va dirigir l'Instituto Cervantes.
El 2012 va donar a la Biblioteca Nacional una part dels seus escrits, com, per exemple, quaderns de notes preses de llibres i periòdics, esborranys de novel·les, poemes inèdits de joventut i una obra inèdita de teatre escrita el 1974. L'any 2013 fou guardonat amb el Premi Príncep d'Astúries de les Lletres.

## Obres

### Novel·les
- Beatus Ille (1986, Seix Barral)
- El invierno en Lisboa (1987, Seix Barral), Premi Nacional de Narrativa (1r cop)
- Beltenebros (1989, Seix Barral)
- El jinete polaco (1991, Planeta), Premi Nacional de Narrativa (2a. vegada)
- Los misterios de Madrid (1992, Seix Barral), publicat originalment per entregues al diari El País entre l'11 d'agost i el 7 de setembre de 1992.
- El dueño del secreto (1994, Seix Barral), novel·la curta
- Ardor guerrero (1995, Alfaguara)
- Plenilunio (1997, Alfaguara)
- Carlota Fainberg (1999, Alfaguara), novel·la curta
- En ausencia de Blanca (2001, Alfaguara), novel·la curta
- Sefarad (2001, Alfaguara), reeditat en 2013 per l'editorial Cátedra
- El viento de la Luna (2006, Seix Barral)
- La noche de los tiempos (2009, Seix Barral)
- Como la sombra que se va (2014, Seix Barral)
- Tus pasos en la escalera (2019, Seix Barral)
- No te veré morir (2023, Seix Barral)

### Relats
- Las otras vidas (1988, Mondadori), 4 relats: Las otras vidas, El cuarto del fantasma, La colina de los sacrificios y Te golpearé sin cólera
- Nada del otro mundo (1993, Espasa Calpe), en 2011 Seix Barral va treure una nova edició, que conté 14 contes, pràcticament tots els escrits fins aquella data)[6]

### Assaigs
- Córdoba de los Omeyas (1991, Planeta)
- La verdad de la ficción (1992, Renacimiento)
- Pura alegría (1998, Alfaguara). Aquest llibre, que reuneix diversos textos sobre literatura, conté (almenys en l'edició d'Alfaguara 2008) una introducció seguida de dues parts:
  - La realidad de la ficción: I. El argumento y la historia; II. El personaje y su modelo; III. La voz y el estilo i IV. La sombra del lector (cicle de conferències pronunciades en la Fundació Juan March en gener de 1991)
  - La invención de un pasado: Destierro y destiempo de Max Aub (discurs d'ingrés en la RAE, 16.06.1996); Max Aub: una mirada española y judía sobre las ruinas de Europa (conferència a El Escorial 18.08.1997, cursos d'estiu a la Universidad Complutense); El hombre habitado por la voces (pròlog a ¡Absalón, Absalón! de Faulkner, Ed. Debate, 1991); Sueños realizados: invitación a los relatos de Juan Carlos Onetti (pròleg a Cuentos completos d'Onetti, Alfaguara, 1994); Memoria y ficción (conferència llegida en el cicle sobre la memòria organitzada per José María Ruiz Vargas el 1995); i La invención de un pasado (conferència pronunciada al Departament de Llengües Romàniques de la Universitat Harvard, 23.04.1993)
  - Epílogo: Pura alegría (article publicat a ABC en maig de 1997 amb motiu de la publicació de Plenilunio)
- José Guerrero. El artista que vuelve (2001, Diputación Provincial de Granada)
- El atrevimiento de mirar (2012, Galaxia Gutenberg), 9 texos sobre set pintors i un fotògraf:
  - Hermosura y luz no usada: un tocador de zanfona de Georges de La Tour; El atrevimiento de mirar; Los fusilamientos de la Moncloa; Las ventanas de Hopper; Teoría del verano de 1923; El retrato y la sombra. Chistian Schad; El tiempo y las hermanas Brown; La vocación de Juan Genovés i Miguel Macaya, boxeador de sombras
- Todo lo que era sólido (2013, Seix Barral)

### Diaris
- Ventanas de Manhattan (2004, Seix Barral)
- Días de diario (2007, Seix Barral)

### Articles
- El Robinson urbano (1984, Silene Fábula), recopilació de texts publicats al diari Ideal
- Diario del Nautilus (1986, Diputación Provincial de Granada), reeditat per Mondadori el 1989 en versió corregida per l'autor
- Las apariencias (1995, Santillana)
- La huerta del Edén: escritos y diatribas sobre Andalucía (1996, Ollero y Ramos)
- Unas gafas de Pla (2000)
- La vida por delante (2002)

### Altres
- ¿Por qué no es útil la literatura?, 1993, escrit amb el poeta Luis García Montero
- Escrito en un instante, 1996, col·lecció de texts breus
- La huella de unas palabras, 1999, antologia dialogada realitzada per José Manuel Fajardo
- El faro del fin del Hudson, 2015, col·lecció de texts breus sobre Nova York

## Premis i reconeixements
- 1986: Premi Ícaro de Literatura per Beatus Ille.
- 1988: Premi Nacional de Narrativa (1r) i Premi de la Crítica per El invierno en Lisboa.
- 1991: Premi Planeta per El jinete polaco.
- 1992: Premi Nacional de Narrativa (2n) per El jinete polaco.
- 1995: És escollit membre de la Reial Acadèmia Espanyola.
- 1997: Premi Euskadi de Plata.
- 1998: Premi Fémina Étranger a la millor obra estrangera publicada a França per Plenilunio.
- 1998: Premio Doble ela.
- 1998: Premio Gresol.
- 2003: Premi Mariano de Cavia pel seu article Lecciones de septiembre.
- 2003: Premi César González-Ruano pel seu article Los herederos.
- 2006: Doctor Honoris causa per la Universitat Villanova, Pennsilvània.
- 2007: Doctor Honoris causa per la Universitat de Jaén, Espanya.
- 2010: Doctor Honoris causa per la Universitat Brandeis, Massachusetts.
- 2012: Prix Méditerranée Étranger 2012 per La noche de los tiempos.
- 2013: Premi Jerusalem.[7]
- 2013: Premi Príncep d'Astúries de les Lletres.[8]
- 2015: Acadèmic d'onor de l'Academia de Buenas Letras de Granada.[9]